# Pedro Marset Campos
Pedro Marset Campos (n. 11 septembrie 1941, Valencia, Spania – d. 7 august 2024, Murcia, Regiunea Murcia, Spania) a fost un om politic spaniol, membru al Parlamentului European în perioada 1999-2004 din partea Spaniei. 